# Eremias lineolata
Eremias lineolata är en ödleart som beskrevs av  Alexander Nikolsky 1897. Eremias lineolata ingår i släktet löparödlor, och familjen lacertider. Inga underarter finns listade i Catalogue of Life.
Arten förekommer i centrala Asien från Kazakstan i norr till Afghanistan och Iran i syd. Honor lägger ägg. Arten lever i låglandet och i kulliga områden upp till 700 meter över havet. Individerna vistas i halvöknar med glest fördelad vegetation av buskar och andra låga växter.
För beståndet är inga hot kända. Hela populationen anses vara stabil. IUCN listar arten som livskraftig (LC).